# Daniel Wilhelm Westrell
Daniel Wilhelm Westrell, född 1 september 1775 i Stockholm, död 2 februari 1839 i Uppsala, var en svensk hovkirurg, regementsläkare och tecknare. 
Han var son till hovkamreren Johan Wilhelm Westrell och Aurora Wallin och gift med Hedda Charlotta Ahrengren. Westrell slutade sin yrkeskarriär som regementsläkare vid Kronobergs regemente 1802. I unga år studerade han konst vid Konstakademien i Stockholm där han belönades med två tredjemedaljer.